# Famille von Medem
La famille von Medem est une famille de noblesse immémoriale (Uradel) originaire de Basse-Saxe.
Cette famille toujours subsistante, s'est par la suite diversifiée en diverses branches qui se sont établies en Courlande, dans l'Empire russe, dans le royaume de Pologne et le royaume de Prusse.

## Histoire
C'est en 1240 que cette famille est pour la première fois mentionnée avec Oberth (Albert) de Medehem.
En 1244 les frères Hartung, Hermann, Theodorich et Johannes, sont cités comme fils de feu « dominus Hartung de Medehem ».

## Personnalités

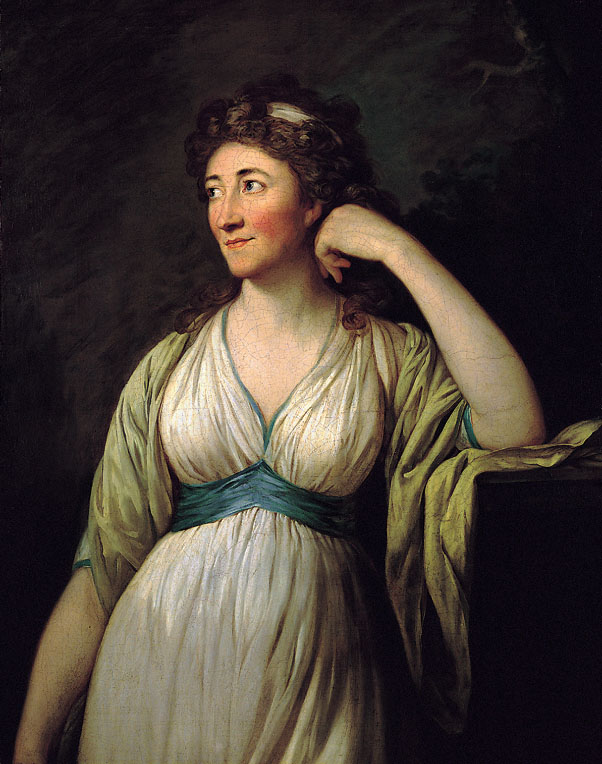
Elisabeth Charlotte von Medem
(1754–1833)

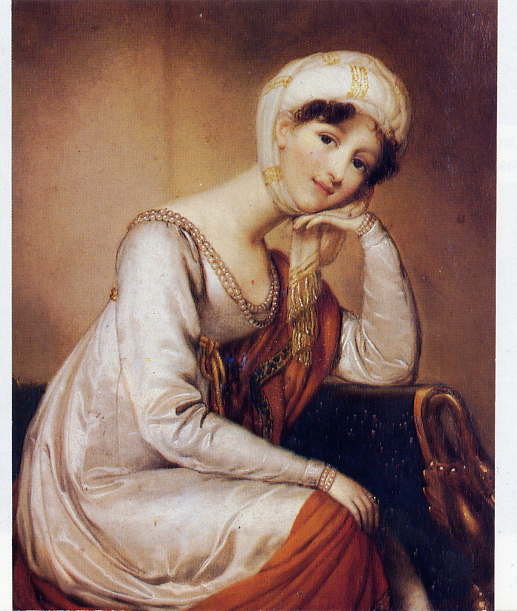
Dorothée von Medem
(1761–1821)

- Dorothée von Medem (1761-1821), duchesse de Courlande
- Friedrich Ludwig von Medem (de) (1799-1885), archiviste et historien
- Alexander von Medem (1814-1879), général prussien
- Maria von Medem (1832-1907), épouse du général von Bünting, directrice de l'Institut Catherine de Saint-Pétersbourg de 1877 à 1907
- Kurt von Medem (de) (1848-1920), général prussien
- Sophia von Medem (1876-1948), épouse du gouverneur Nikolaï von Bünting
- Walter von Medem (1887-1945), journaliste et officier allemand
- Federico Medem (1912-1984), zoologue colombien